# John Watkiss
John Watkiss (28 de março de 1941) é um ex-futebolista inglês naturalizado australiano que atuava como zagueiro.

## Carreira
Watkiss competiu na Copa do Mundo FIFA de 1974, sediada na Alemanha Ocidental, na qual a Austrália terminou na décima quarta colocação dentre os 16 participantes.